# Rusia en la Copa Mundial de Fútbol de 1994
La selección de Rusia fue uno de los 24 países participantes de la Copa Mundial de Fútbol de 1994, realizada en los Estados Unidos. Fue su primera participación en una Copa Mundial de Fútbol como Rusia independiente tras la desintegración de la Unión Soviética y por tanto, de la selección nacional de este país.
Rusia quedó emparejada en el Grupo B junto a Brasil, Camerún y Suecia. La selección rusa debutó en el Stanford Stadium el 20 de junio de 1994 ante Brasil y perdió 2–0. El segundo partido lo disputó el 24 de junio en el Pontiac Silverdome ante Suecia y perdió por tres goles a uno. El 28 de junio disputó su último partido de la Copa Mundial, nuevamente en Stanford, ante Camerún y la selección rusa consiguió la mayor goleada del torneo al vencer a los africanos por 6–1, con cinco goles de Oleg Salenko, que es el único jugador en haber logrado anotar cinco goles en un mismo partido en Copas del Mundo.

## Clasificación

### Grupo 5
| Pos. | Equipo     | Pts. | PJ | G | E | P | GF | GC | Dif. | Clasificación                   |     | GRE | RUS | ISL | HUN | LUX |
| ---- | ---------- | ---- | -- | - | - | - | -- | -- | ---- | ------------------------------- | --- | --- | --- | --- | --- | --- |
| 1    | Grecia     | 20   | 8  | 6 | 2 | 0 | 10 | 2  | +8   | Clasifica a Estados Unidos 1994 |     | —   | 1–0 | 1–0 | 0–0 | 2–0 |
| 2    | Rusia      | 17   | 8  | 5 | 2 | 1 | 15 | 4  | +11  | Clasifica a Estados Unidos 1994 |     | 1–1 | —   | 1–0 | 3–0 | 2–0 |
| 3    | Islandia   | 11   | 8  | 3 | 2 | 3 | 7  | 6  | +1   |                                 |     | 0–1 | 1–1 | —   | 2–0 | 1–0 |
| 4    | Hungría    | 7    | 8  | 2 | 1 | 5 | 6  | 11 | −5   |                                 | 0–1 | 1–3 | 1–2 | —   | 1–0 |     |
| 5    | Luxemburgo | 1    | 8  | 0 | 1 | 7 | 2  | 17 | −15  |                                 | 1–3 | 0–4 | 1–1 | 0–3 | —   |     |

 Fuente: 

## Jugadores
Los datos corresponden a la situación previa al inicio del torneo
| #  | Nombre                | Posición      | Edad | PJ Sel | Club             |
| -- | --------------------- | ------------- | ---- | ------ | ---------------- |
| 1  | Stanislav Cherchesov  | Portero       | 30   | -      | Dinamo Dresde    |
| 2  | Dmitri Kuznetsov      | Defensa       | 28   | -      | RCD Español      |
| 3  | Sergei Gorlukovich    | Defensa       | 32   | -      | Bayer Uerdingen  |
| 4  | Dmitri Galiamin       | Defensa       | 31   | -      | RCD Español      |
| 5  | Yuri Nikíforov        | Defensa       | 23   | -      | Spartak Moskva   |
| 6  | Vladislav Ternavski   | Mediocampista | 25   | -      | Spartak Moskva   |
| 7  | Andrei Piatnitski     | Mediocampista | 26   | -      | Spartak Moskva   |
| 8  | Dmitri Popov          | Mediocampista | 25   | -      | Racing Santander |
| 9  | Oleg Salenko          | Delantero     | 24   | -      | CD Logroñés      |
| 10 | Valery Karpin         | Mediocampista | 25   | -      | Spartak Moskva   |
| 11 | Vladimir Beschastnykh | Delantero     | 20   | -      | Spartak Moskva   |
| 12 | Omari Tetradze        | Defensa       | 24   | -      | Dinamo Moskva    |
| 13 | Aleksandr Borodiuk    | Delantero     | 31   | -      | SC Freiburg      |
| 14 | Igor Korneev          | Mediocampista | 26   | -      | RCD Español      |
| 15 | Dmitri Radchenko      | Delantero     | 23   | -      | Racing Santander |
| 16 | Dmitri Kharine        | Portero       | 25   | -      | Chelsea          |
| 17 | Ilia Tsymbalar (†)    | Mediocampista | 25   | -      | Spartak Moskva   |
| 18 | Viktor Onopko         | Defensa       | 24   | -      | Spartak Moskva   |
| 19 | Aleksandr Mostovoi    | Mediocampista | 25   | -      | Caen             |
| 20 | Ígor Lediakhov        | Mediocampista | 26   | -      | Spartak Moskva   |
| 21 | Dmitri Khlestov       | Defensa       | 23   | -      | Spartak Moskva   |
| 22 | Sergei Yuran          | Delantero     | 25   | -      | SL Benfica       |
| DT | Pavel Sadyrin (†)     |               |      |        |                  |

## Resultados
| Pos. | Equipo  | Pts. | PJ | G | E | P | GF | GC | Dif. | Clasificación    |
| ---- | ------- | ---- | -- | - | - | - | -- | -- | ---- | ---------------- |
| 1    | Brasil  | 7    | 3  | 2 | 1 | 0 | 6  | 1  | +5   | Octavos de Final |
| 2    | Suecia  | 5    | 3  | 1 | 2 | 0 | 6  | 4  | +2   | Octavos de Final |
| 3    | Rusia   | 3    | 3  | 1 | 0 | 2 | 7  | 6  | +1   |                  |
| 4    | Camerún | 1    | 3  | 0 | 1 | 2 | 3  | 11 | −8   |                  |

 Fuente: FIFA
| 20-6-1994 | Brasil                       | 2:0 (1:0) | Rusia | Stanford Stadium, Stanford, California                    |                                                           |
|           | Romário 26' · Raí 52' (pen.) | Reporte   |       | Asistencia: 81,061 espectadores Árbitro(s): Lim Kee Chong | Asistencia: 81,061 espectadores Árbitro(s): Lim Kee Chong |

| 24-6-1994 | Suecia                             | 3:1 (1:1) | Rusia             | Pontiac Silverdome, Pontiac, Michigan                    |                                                          |
|           | Brolin 37' (pen.) · Dahlin 59' 81' | Reporte   | Salenko 4' (pen.) | Asistencia: 71,528 espectadores Árbitro(s): Joël Quiniou | Asistencia: 71,528 espectadores Árbitro(s): Joël Quiniou |

| 28-6-1994 | Rusia                                              | 6:1 (3:0) | Camerún   | Stanford Stadium, Stanford, California                      |                                                             |
|           | Salenko 15' 41' 44' (pen.) 72' 75' · Radchenko 81' | Reporte   | Milla 46' | Asistencia: 74,914 espectadores Árbitro(s): Jamal Al Sharif | Asistencia: 74,914 espectadores Árbitro(s): Jamal Al Sharif |